# Bieberehren
Bieberehren ist eine Gemeinde im unterfränkischen Landkreis Würzburg und ein Mitglied der Verwaltungsgemeinschaft Röttingen.

## Geographie
Die Gemeinde liegt in der Planungsregion Würzburg.

### Gemeindegliederung
Es gibt fünf Gemeindeteile (in Klammern der Siedlungstyp):
- Bergmühle (Einöde)
- Bieberehren (Pfarrdorf)
- Buch (Pfarrdorf)
- Franzenmühle (Einöde)
- Klingen (Kirchdorf)

Es gibt die Gemarkungen Bieberehren, Buch und Klingen.

## Geschichte

### Bis zur Gemeindegründung
Jungsteinzeitliche Bodenfunde lassen darauf schließen, dass hier im breiten Talgrund schon sehr früh eine Siedlung bestand. Die Bodendenkmalliste weist 16 Objekte von der Vorgeschichte bis in die Neuzeit gelistet.
Im Jahre 1103 erfolgte die erste urkundliche Erwähnung. Während der Zeit der Stammesherzogtümer lag der Ort im Herzogtum Franken. 1359 zur Pfarrei erhoben, war das Dorf dem Stift St. Stephan zu Bamberg inkorporiert. Früherer Ortsadel waren die von Biberern. Der Ort gehörte zusammen mit Burgerroth und Buch zum Rittermannslehen Reichelsberg und die Herren von Hohenlohe-Brauneck hatten das Sagen. Im Jahre 1390, nach dem Aussterben der Hohenloher-Braunecker, kam Bieberehren mit seinem Umgriff als erledigtes Lehen zu Bamberg. Bischof Lamprecht von Bamberg tauschte die Reichelsburg und die Dörfer Baldersheim, Bieberehren, Burgerroth und Buch mit Bischof Gerhard von Würzburg gegen Burgebrach und den Würzburger Besitz in Ebermannstadt und Senftenberg. 1401, am Mittwoch vor Ägidi (31. August), belehnte der Würzburger Bischof Johann I. von Egloffstein den Erbkämmerer Konrad von Weinsberg mit der Herrschaft Reichelsberg und der Burg, dem Markt Aub, halb Baldersheim, Burgerroth, Buch, Bieberehren, Hopferstadt, Gülchsheim und Stalldorf. 1516 kam die Burg mit dem Aussterben des Mannesstammes der Weinsberger an Katharina Gräfin von Königstein, geborene von Weinsberg, die Reichelsburg 1521 an Fürstbischof Konrad II. von Thüngen für 49.000 Gulden verkaufte. In Bieberehren sollen ein Unteres Schloss, erbaut 1550 und von einem von der Gollach her gespeisten Wassergraben umgeben, und ein Oberes Schloss bestanden haben.
Bieberehren wurde 1803 zugunsten Bayerns säkularisiert, dann im Frieden von Preßburg 1805 Erzherzog Ferdinand von Toskana zur Bildung des Großherzogtums Würzburg überlassen, mit dem es 1814 endgültig an Bayern fiel. Im Zuge der Verwaltungsreformen in Bayern entstand mit dem Gemeindeedikt von 1818 die heutige Gemeinde.

### Eingemeindungen
Im Zuge der Gebietsreform in Bayern wurden am 1. Juli 1972 die Gemeinde Klingen und am 1. Mai 1978 die Gemeinde Buch eingegliedert.

### Einwohnerentwicklung
- 1961: 1034 Einwohner[7]
- 1970: 1057 Einwohner[7]
- 1987: 0988 Einwohner
- 1991: 0987 Einwohner
- 1995: 0978 Einwohner
- 2000: 1023 Einwohner
- 2005: 0996 Einwohner
- 2010: 0948 Einwohner
- 2015: 0897 Einwohner

Im Zeitraum 1988 bis 2018 sank die Einwohnerzahl von 989 auf 914 um 75 Einwohner bzw. um 7,6 %. 2001 hatte die Gemeinde 1039 Einwohner.
Quelle: BayLfStat

## Politik
- DFW: 7
- PP: 1

PP = Parteilose Person

### Gemeinderat
Der Gemeinderat hat 8 Sitze. Bei der Kommunalwahl vom 15. März 2020 haben von den 739 stimmberechtigten Einwohnern in der Gemeinde Bieberehren, 519 von ihrem Wahlrecht Gebrauch gemacht, womit die Wahlbeteiligung bei 70,23 % lag.

### Bürgermeister
Bei der Kommunalwahl vom 15. März 2020 wurde Engelbert Zobel (Freie Wähler) mit 90,63 % der Stimmen gewählt; dieser ist seit 1. Mai 2014 Erster Bürgermeister. Vorgänger war Michael Volkert (Freie Wähler).

### Wappen
| Wappen von Bieberehren | Blasonierung: „In Silber ein schräg liegender roter Schlüssel; im roten Schildfuß drei silberne Spitzen.“ |
| Wappen von Bieberehren | Wappenbegründung: Das Wappen zeigt den Fränkischen Rechen als Hinweis auf die territoriale Zugehörigkeit zum Hochstift Würzburg. Der Schlüssel steht stellvertretend für Petrus, einen der Patrone der Pfarrkirche. |

## Kultur und Sehenswürdigkeiten

### Baudenkmäler
- Rathaus aus dem Jahr 1612

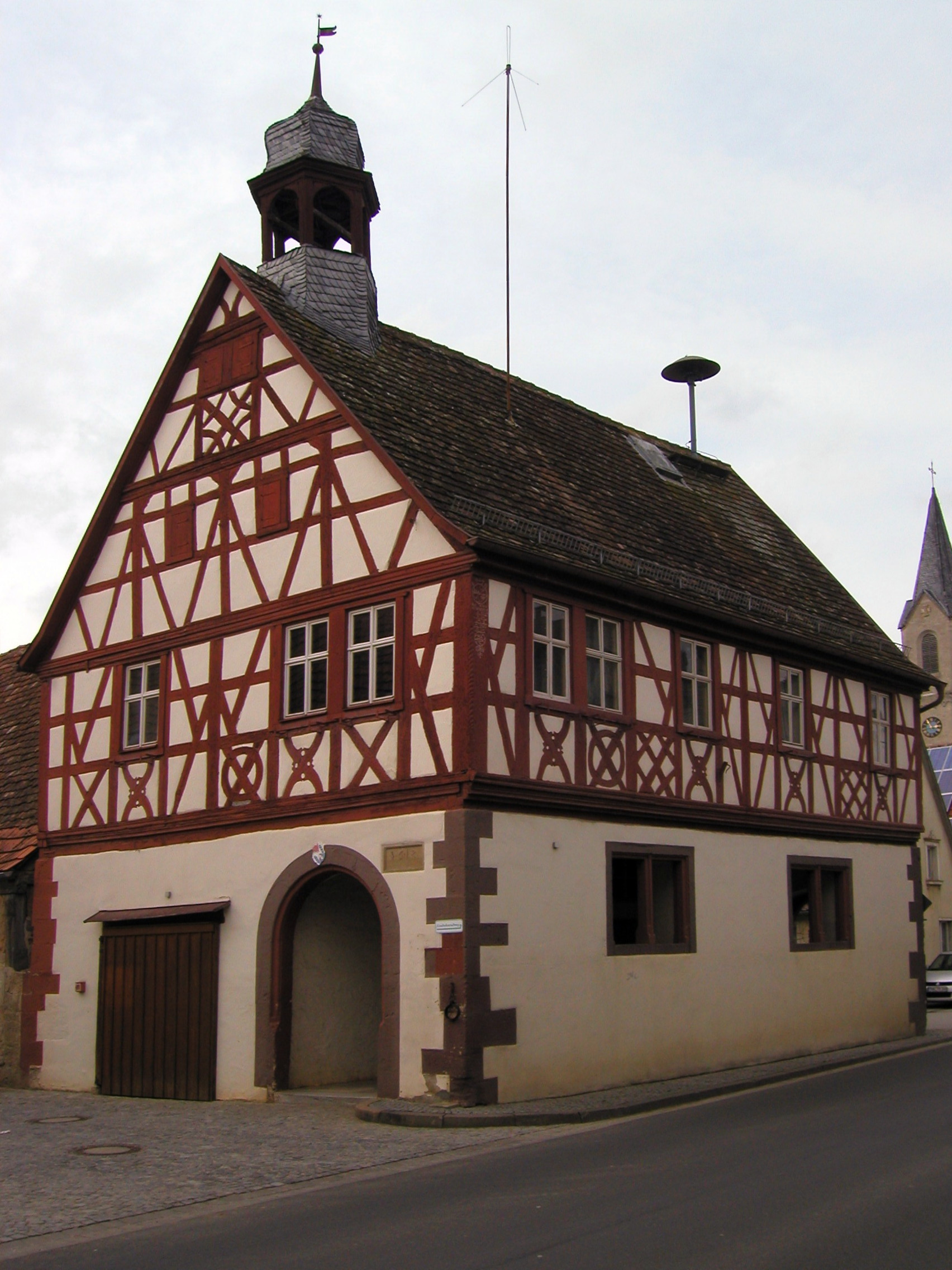
Das historische Rathaus von 1612

- Pfarrkirche St. Peter und Paul, erbaut 1850 bis 1852
- Marienkapelle von 1741
- Kreuzkapelle (auch Bergkapelle)
- Trachtenkapelle Bieberehren

### Radwege und Ferienstraßen
Bieberehren liegt am Taubertalradweg. Der Panoramaweg Taubertal führt ebenfalls durch den Ort.
Daneben liegt Bieberehren an der Romantischen Straße. Sie verbindet eine Reihe von Städten mit weitgehend erhaltenen mittelalterlichen Stadtkernen, im zentralen Bereich zwischen Würzburg und Augsburg.

## Wirtschaft und Infrastruktur

### Wirtschaft einschließlich Land- und Forstwirtschaft
2017 gab es in der Gemeinde 40 sozialversicherungspflichtige Arbeitsplätze. Von der Wohnbevölkerung standen 390 Personen in einem versicherungspflichtigen Beschäftigungsverhältnis. Damit war die Zahl der Auspendler um 350 Personen größer als die der Einpendler. 12 Einwohner waren arbeitslos. 2016 gab es 26 landwirtschaftliche Betriebe.

### Verkehr
Früher bestand mit der 36,5 Kilometer langen Gaubahn der Bayerischen Staatseisenbahnen vom 30. April 1907 an ein Bahnanschluss von Ochsenfurt am Main zunächst bis Röttingen in Unterfranken. Am 17. November 1909 wurde die Strecke bis Weikersheim an der Bahnstrecke Crailsheim–Königshofen verlängert; gleichzeitig erhielt sie einen 6,1 Kilometer langen Abzweig nach Creglingen im Taubertal, die geplante Verlängerung nach Rothenburg ob der Tauber wurde aber nie Wirklichkeit. Während der Personenverkehr schon 1974 beziehungsweise 1967 endete, bestand bis Anfang der 1990er Jahre Güterverkehr. Danach wurde die Trasse abgebaut und zu großen Teilen zu einem Bahntrassenradweg (Gaubahnradweg) umgebaut.

### Bildung
Es gibt folgende Einrichtungen (Stand: 2018):
- Eine Kindertageseinrichtung mit 43 Plätzen und 27 Kindern